# Арнолд VI (V) фон Бланкенхайм
Арнолд VI (V) фон Бланкенхайм (на немски: Arnold VI (V) von Blankenheim; * пр. 1371; † 11 април/22 април 1404) е граф и господар на Бланкенхайм в Айфел.

## Произход
Той е син на Йохан фон Бланкенхайм († 1343) и съпругата му графиня Рикарда (Карда) фон фон Марк († сл. 1384/1388), дъщеря на граф Енгелберт II фон Марк († 1328) и Мехтилд фон Аренберг († 1367). Внук е на Арнолд II фон Бланкенхайм († сл. 1359) иИрмгард фон Оурен († сл. 1340). Майка му Рикарда фон Марк се омъжва пр. 16 октомври 1344 г. за Бернхард V фон Липе († 1364/1365).
Сестра му Ирмгард фон Бланкенхайм († сл. 1355) е омъжена пр. 1353 г. за Балдуин III фон Щайнфурт († 1394/1395).

## Фамилия
Първи брак: с фон Винстинген, дъщеря на Буркард I фон Финстинген-Бракенкопф-Шьонекен († 1377) и първата му съпруга Маргарета фон Хайнсберг-Фалкенбург († 1360), дъщеря на Райнолд I фон Фалкенбург. Бракът е бездетен.
Втори брак: с Маргарета фон Валдек († сл. 1408), дъщеря на Ото II фон Валдек († 1369) и неизвестната му трета съпруга. Бракът е бездетен.
Трети брак: с неизвестна, с която има два сина:
- Йохан фон Бланкенхайм († сл. 1396)
- Фридрих фон Бланкенхайм († сл. 1412), женен за Катарина